# Becklerova řeka
Becklerova řeka je přítok jižního ramene řeky Skykomish v americkém státě Washington. Její pramen se nachází nedaleko průsmyku Jack Pass, odkud pokračuje osm kilometrů jihovýchodním směrem, než se do ní vlévá Rychlá řeka, její hlavní přítok. Pak pokračuje především jižně než se po třinácti kilometrech vlévá do řeky Skykomish.
Horní tok řeky se nachází v úzkém, příkrém a hustě zalesněném údolí, ze kterého vybíhají svahy až do výšky 1 200 metrů i více od dna údolí, které se se vzdáleností od pramene mírně rozšiřuje. Ve svém posledním kilometru se údolí otevírá do údolí řeky Skykomish. Jedinou obcí v oblasti řeky je Skykomish.
Téměř všechny přítoky řeky, s výjimkou Rychlé řeky, mají strmý horský charakter s početnými vodopády a peřejemi, nachází se v úzkých údolích a mají kamenná dna. Podobná je i Rychlá řeka, ale pouze asi pět kilometrů od svého pramene. Většina území v povodí Rychlé řeky je vykácený les.
Velká část povodí Becklerovy řeky se nachází v divočině Wild Sky, ale řeka sama o sobě ne. Povodí Rychlé řeky se nachází v divočině Wild Sky a v divočině Henryho M. Jacksona. Část Rychlé řeky se také nachází v obou divočinách, které jsou obě součástí národního lesa Mount Baker-Snoqualmie. Forest Service Road 65, také zvaná Beckler River Road, následuje řeku od dálnice U.S. Route 2 až k průsmyku Jack Pass.

## Tok
Řeka pramení jižně od průsmyku Jack Pass, západně od Frog Mountain a východně od Bear Mountain, v jádru Severních Kaskád. Teče především jižním směrem a nabírá přítok Evergreen Creek z východu, zatímco se proplétá pod západním svahem Kopce svatého Jana. Ze západu se pak k němu připojí Boulder Creek z Balvanitého jezera. Z východu pak přitéká Bullbucker Creek a ze západu delší Fourth of July Creek, který urazil několik kilometrů od svého zdroje, Jezera pátého července, které leží nedaleko Townsend Mountain a Burley Mountain. Krátce poté se k řece dostává její hlavní přítok, z východu přitékající Rychlá řeka. Pak se k řece připojí Johnson Creek a Harlan Creek, než proteče mezi horami Eagle Rock a Beckler Peak. Dalším vlévajícím se potokem je Eagle Creek, jenž teče několik kilometrů od Orlího jezera, které leží jen kousek nad Rajskou lučinou, od níž ho odděluje nízký, přesto těžký průsmyk, který je populárním cílem pěší turistiky z hory Mount Baring. Po tomto soutoku se údolí řeky rozšiřuje a na jejím břehu leží tábořiště. Krátce poté se řeka konečně vlévá do jižního ramene řeky Skykomish.

## Historie
Řeka je pojmenována po Elbridge H. Beckerovi, který byl hlavním strojvůdcem na pacifické lince společnosti Great Northern Railway mezi lety 1889 a 1893. Nedaleký Beckler Peak nese své jméno také po něm.
Na přelomu devatenáctého a dvacátého století prošla oblast Kaskádového pohoří severně od Snoqualmijského průsmyku masivním zmapováním, které ziniciovalo USGS. V roce 1902 pak v rámci tohoto projektu zkoumal oblast řeky W. C. Guerin. Zlatokopové už oblast prozkoumali dříve, na konci devatenáctého století. V té době prodělala oblast velký vzestup díky objevům nerostného bohatství, který vrcholil ve městě Monte Cristo na severním rameni řeky Skykomish. Přestože hlavní cesta k městu vedla přes město Index, Becklerova řeka nabízela cestu alternativní.

## Přírodní historie
V řece žijí lososi čavyčové a lososi kisučové. Zatímco čavyčové používají ke tření celou délku řeky a také dolní tok Rychlé řeky, kisučové vyhledávají mělká ramena řeky a malé přítoky. Dospělí lososi se sem přes přehrady na dolním toku jižního ramene řeky Skykomish dostávají díky „trap-and-haul“ (chyť a přenes) systému, který je přes ně přepraví.

## Přítoky
Nejdůležitějším přítokem řeky je Rychlá řeka.